# Фатехпур Сикри
Фатехпур Сикри је била престоница Могулског царства током власти Ахбара Великог од 1571. до 1585. Град је напуштен због недостатка воде. Налази се у Утар Прадешу у Индији. Фатехпур Сикри се налази на УНЕСЦОвој листи светске баштине.

## Историја и значај
Могулски цар Ахбар Велики је саградио Фатехпур Сикри 1571. у почаст једног суфистичког свеца. Фатехпур Сикри је заједно са Агром представљао престоницу царства. У Агри су се налазили арсенал, део ризнице и друге резерве, које су чуване у Црвеној тврђави. У случају кризе двор, харем и ризница премештали би се у Црвену тврђаву у Агри која је била удаљена око 45 километара. Током тих година, када је Фатехпур Сикри био главни град, десиле су се многе иновације у војној организацији и провинцијској администрацији.
Град је настао да би се задовољили креативни и естетски импулси Ахбара Великог, тако да се у граду налазе бројне палате, дворане и џамије. Многе садашње индијске архитекте Фатехпур Сикри сматрају извором надахнућа.
Сам нацрт града показује свестан напор да се произведу богати просторни ефекти организацијом облика на отвореном простору.

## Значајне грађевине
Грађевине Фатехпур Сикрија показују синтезу различитих регионалних занатских школа од Гуџарата до Бенгала. То је зато што су најбоље занатлије из целога царства сарађивале у градњи. Виде се утицаји хинду и џаину архитектуре заједно са исламским елементима. Грађевински материјал је углавном био црвени пешчаник.
Неке од значајнијих зграда су:
- Наубат кана -зграда бубњева, која је била близу улаза и одакле се најављивао значајан долазак
- Диван-и-ам - дворана јавног пријема, која се налазила у многим могулским градовима, а служила је да се цар сретне са обичним народом
- Диван-и-кас -дворана приватног пријема, а била је чувена по централном стубу
- Буланд Дарваза -пролаз до џамије
- Панч махал -палата на 5 спратова. У приземљу је 176 интересантно изрезбарених стубова
- Гроб од Салим Хистија, белим мермером украшен гроб у дворишту џамије

- Панч Махал
- Гроб од Салим Христија
- Буланд Дарваза